# Caryophyllia squiresi
Espèce
Statut CITES
Caryophyllia squiresi est une espèce de coraux appartenant à la famille des Caryophylliidae.